# Peter Storey
Peter Storey, né le 7 septembre 1945 à Farnham (Angleterre), est un footballeur anglais, qui évoluait au poste de défenseur ou milieu défensif à Arsenal et en équipe d'Angleterre.
Storey n'a marqué aucun but lors de ses dix-neuf sélections avec l'équipe d'Angleterre entre 1971 et 1973.

## Biographie
Peter Edwin Storey est un ancien footballeur international anglais, né le 7 septembre 1945 à Farnharm. Capable de jouer dans l'axe de la défense ou plus souvent milieu défensif, il s'est taillé une réputation d'homme dur au mal dans les années 1960-1970.

Il a commencé sa carrière professionnelle à Arsenal en septembre 1962 et devient titulaire indiscutable à partir d'octobre 1965. Il a passé 15 ans au club londonien, se forgeant un beau palmarès et débutant en équipe nationale en avril 1971. Il portera au total 19 fois le maillot des Three Lions jusqu'en juin 1973. Il est transféré à Fulham en mars 1977 et décide d'arrêter sa carrière professionnelle neuf mois plus tard.

Après la fin de sa carrière footballistique, il s'est rendu coupable d'un certain nombre de délits, comme avoir géré un bordel et a notamment passé trois ans en prison pour la contrefaçon de pièces d'or.

Il a été marié quatre fois, a trois fils et une fille et vit actuellement dans le sud de la France avec sa quatrième femme.

## Carrière de joueur
- 1962-1977 : Arsenal
- 1977 : Fulham

## Palmarès

### En club
- Vainqueur de la Coupe des Villes de Foire en 1970 avec Arsenal
- Champion d'Angleterre en 1971 avec Arsenal
- Vainqueur de la Coupe d'Angleterre en 1971 avec Arsenal
- Vice-champion d'Angleterre en 1973 avec Arsenal
- Finaliste de la Coupe d'Angleterre en 1972 avec Arsenal
- Finaliste de la Coupe de la Ligue en 1968 et en 1969 avec Arsenal

### EnÉquipe d'Angleterre
- 19 sélections entre 1971 et 1973